# Tres (álbum de Álvaro Torres)
Tres es el título del séptimo álbum de estudio grabado por el cantautor salvadoreño Álvaro Torres. Fue lanzado al mercado por la empresa discográfica Profono Internacional, Inc. a finales de 1985. El álbum fue producido por Enrique Elizondo y grabado en los estudios de grabación George Tobin Studios en North Hollywood, California.

## Lista de canciones
- Todas las canciones escritas y compuestas por Álvaro Torres.

| Tres |                                 |               |          |  |
| N.º  | Título                          | Escritor(es)  | Duración |  |
| 1.   | «Tres»                          | Álvaro Torres | 3:45     |  |
| 2.   | «Mi amor por ti» (con Marisela) | Álvaro Torres | 3:20     |  |
| 3.   | «Voy a conseguir tu amor»       | Álvaro Torres | 3:07     |  |
| 4.   | «Yo te amo»                     | Álvaro Torres | 3:51     |  |
| 5.   | «Yo te seguiré queriendo»       | Álvaro Torres | 3:43     |  |
| 6.   | «De punta a punta»              | Álvaro Torres | 3:26     |  |
| 7.   | «Quiero olvidarme de ti»        | Álvaro Torres | 3:11     |  |
| 8.   | «Harto»                         | Álvaro Torres | 3:24     |  |
| 9.   | «Tengo miedo de amarte»         | Álvaro Torres | 3:28     |  |
| 10.  | «Ya no puedo vivir sin ti»      | Álvaro Torres | 3:59     |  |

- Datos: Q18924131